# Trautmannsdorff
Trautmannsdorff – austriacki ród arystokratyczny, który wydał wielu polityków i duchownych.

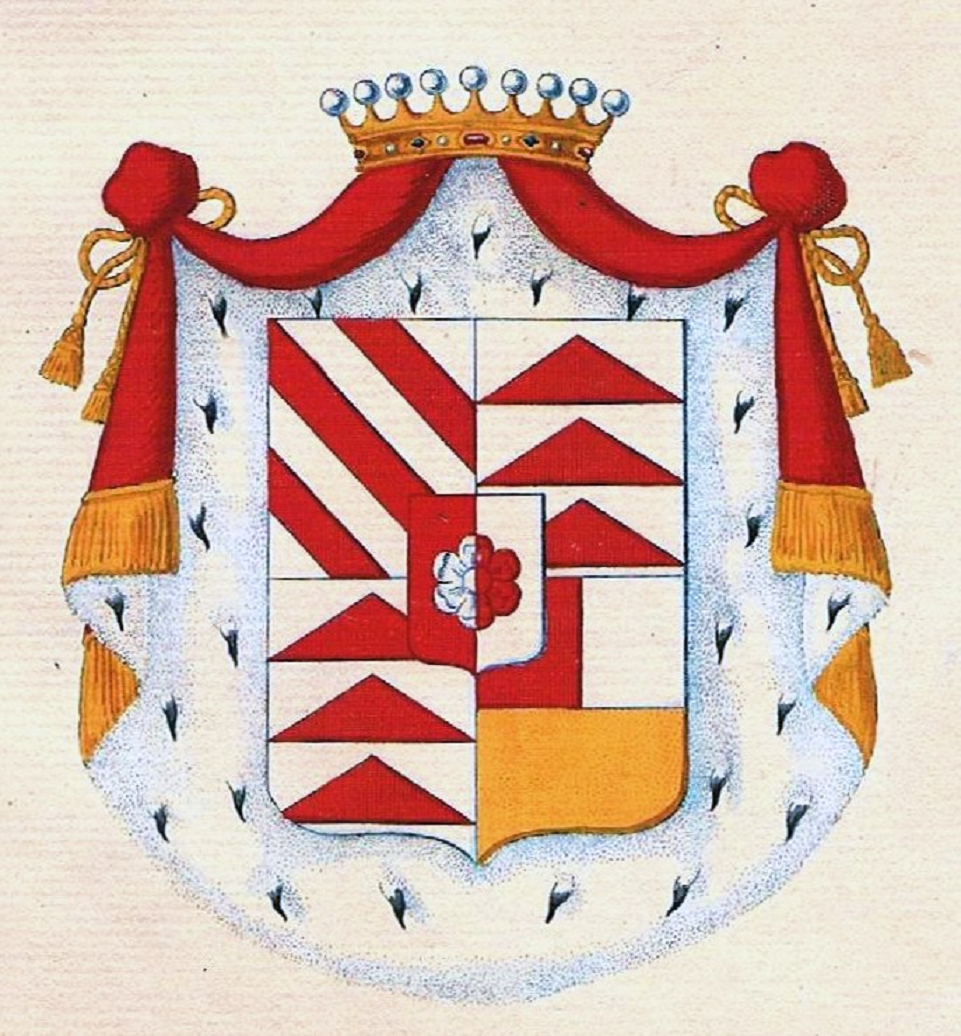
Herb

## Niektórzy przedstawiciele rodu
- Siegmund Friedrich von Trautmannsdorff, hrabia gubernator (Landeshauptmann) Styrii w latach 1660-1674.
- Franz Ehrenreich von Trautmannsdorff (1662-1719), dyplomata
- Maria Thaddäus von Trautmannsdorff (1761-1819), kardynał.